# Élton Calé
Élton Pereira Gomes (Sorocaba, Brasil, 12 de julio de 1988) es un futbolista brasileño. Juega de delantero y se encuentra sin equipo tras abandonar el S. C. Gjilani.

## Clubes
| Club                         | País     | Año       |
| ---------------------------- | -------- | --------- |
| Desportivo Brasil            | Brasil   | 2007-2010 |
| Rio Claro F. C.              | Brasil   | 2007      |
| Avaí F. C. (cedido)          | Brasil   | 2007      |
| Ituano F. C. (cedido)        | Brasil   | 2008      |
| E. C. São Bento (cedido)     | Brasil   | 2008-2009 |
| G. D. Estoril Praia (cedido) | Portugal | 2009-2010 |
| C. F. Os Belenenses          | Portugal | 2010-2011 |
| F. C. Gazovik Oremburgo      | Rusia    | 2011-2012 |
| Leixões S. C.                | Portugal | 2012-2013 |
| C. D. Tondela                | Portugal | 2013-2014 |
| C. F. União                  | Portugal | 2014-2015 |
| Ergotelis de Creta           | Grecia   | 2015-2016 |
| O. F. I. Creta               | Grecia   | 2016      |
| Ergotelis de Creta           | Grecia   | 2016-2017 |
| F. K. Kukësi                 | Albania  | 2017-2018 |
| K. S. Flamurtari Vlorë       | Albania  | 2018-2019 |
| K. F. Tirana                 | Albania  | 2019-2021 |
| S. C. Gjilani                | Kosovo   | 2021-2024 |

## Palmarés

### Títulos nacionales
| Título               | Club         | País    | Año  |
| -------------------- | ------------ | ------- | ---- |
| Superliga de Albania | F. K. Kukësi | Albania | 2017 |
| Superliga de Albania | K. F. Tirana | Albania | 2020 |